# فنسنت (أغنية دون ماكلين)

فنسنت (بالإنجليزية: Vincent) أغنية كتبها دون ماكلين تكريما للرسام فنسنت فان جوخ. غالبًا ما يتم تسمية الأغنية خطأً بكلماتها الافتتاحية «ليلة مليئة بالنجوم»، في إشارة إلى أشهر لوحات فان جوخ «ليلة النجوم» التي رسمها عام 1889. كتب ماكلين الأغنية عام 1971 بعد قراءة كتاب عن حياة فان جوخ، واصدرها في ألبوم «الفطيرة الأمريكية American Pie» عام 1971، وفي العام التالي أصبحت الأغنية رقم 1 على قائمة أفضل الأغاني في المملكة المتحدة لمدة أسبوعين، ورقم 12 في الولايات المتحدة، واحتلت أيضًا المرتبة الثانية على قائمة البيلبورد للاستماع السهل Easy Listening chart. صنفتها بيلبورد على أنها الأغنية رقم 94 لعام 1972. تستخدم الأغنية بشكل أساسي الجيتار ولكنها تتضمن أيضًا الأكورديون والماريمبا. عُرضت الكلمات الأصلية المكتوبة بخط اليد في يوليو 2020، للبيع مقابل 1.5 مليون دولار.

## إنتاج الأغنية
قال ماكلين عن نشأة الأغنية: «في خريف عام 1970 كانت وظيفتي هي الغناء في القطاع المدرسي، وأعزف على الجيتار في الفصول الدراسية. كنت جالسًا في الشرفة ذات صباح، وأقرأ سيرة فان جوخ، وفجأة أدركت أنه يجب علي كتابة أغنية لكي أجادل فيها من يدعي بأن فان جوخ كان مجنونًا. كان مصابًا بمرض وكذلك شقيقه ثيو، وهذا يجعل الأمر مختلفًا، في رأيي، هناك مجموعة متنوعة من» الجنون«. لقد رفضته امرأة (كما كان يُعتقد عمومًا). جلست وأمامي نسخة من لوحته» ليلة النجوم«وكتبت الأغنية على كيس ورقي».

## استقبال الأغنية
كتبت صحيفة الديلي تلغراف البريطانية The Telegraph: «مع لوحة الألوان الحلوة والمرة من الأوتار الرئيسية والثانوية، فإن لحن» فينسنت «المهدئ هو واحد من المشاعر العالية التي يتذكرها الهدوء». وصف موقع «كل الموسيقى AllMusic»: «أنشودة ماكلين لفان جوخ... تتعاطف مع انتحار فان جوخ كتعليق عاقل على عالم مجنون... ماكلين يؤدي أداء مؤثر بشكل خاص في أغنية فنسنت في الألبوم الحي» ليلة مليئة بالنجوم«المسجل من على المسرح لعام 2001».
كانت الأغنية مفضلة بشكل خاص لمغني الراب والممثل الراحل توباك شاكور (1971 - 1996)، وتم عزفها له في المستشفى قبل وفاته بقليل.
قدم فريق موسيقى البونك punk rock الأمريكي «نوفيكس NOFX» نسختهم من أغنية «فنسنت» في ألبومهم الصادر عام 2002 تحت العنوان المطول «45 أو 46 أغنية من الأغاني التي لم تكن جيدة بما يكفي لإضافتها إلى ألبوماتنا الأخرى».

## كلمات الأغنية

The Starry Night ليلة النجوم

ليلة مليئة بالنجوم Starry, starry night
ارسم لوحتك باللونين الأزرق والرمادي Paint your palette blue and gray
تطلع إلى يوم صيفي Look out on a summer's day
بعيون تعرف الظلام داخل روحي With eyes that know the darkness in my soul
الظلال على التلال Shadows on the hills
ارسم الأشجار والنرجس Sketch the trees and the daffodils
التقط النسيم وقشعريرة الشتاء Catch the breeze and the winter chills
بالألوان على ارض الكتان الثلجي In colors on the snowy linen land
الآن أنا أفهم Now I understand
ما حاولت أن تقوله لي What you tried to say to me
وكيف عانيت من أجل سلامتك And how you suffered for your sanity
وكيف حاولت تحريرهم And how you tried to set them free
لن يسمعوا ولم يعرفوا كيف They would not listen, they did not know how
ربما سيستمعون الآن Perhaps they'll listen now
ليلة مليئة بالنجوم Starry, starry night
الزهور المشتعلة التي اشتعلت باللهب Flaming flowers that brightly blaze
تحوم غيوم في ضباب بنفسجي Swirling clouds in violet haze
تنعكس في عيون فينسنت باللون الأزرق الصيني Reflect in Vincent's eyes of china blue
تتعدد وتتبدل الألوان Colors changing hue
حقول الصباح من حبوب العنبر Morning fields of amber grain
وجوه تصطف متغيرة من الألم Weathered faces lined in pain
تهدأ تحت يد الفنان المحبة Are soothed beneath the artist's loving hand
الآن أنا أفهم Now I understand
ما حاولت أن تقوله لي What you tried to say to me
وكيف عانيت من أجل سلامتك And how you suffered for your sanity
وكيف حاولت تحريرهم And how you tried to set them free
لن يسمعوا ولم يعرفوا كيف They would not listen, they did not know how
ربما سيستمعون الآن Perhaps they'll listen now
لأنهم لم يستطيعوا أن يحبوك For they could not love you
لكن لا يزال حبك حقيقيًا But still your love was true
وعندما لا يوجد أي أمل في الأفق And when no hope was left in sight
في تلك الليلة المليئة بالنجوم On that starry, starry night
تنهي حياتك، كما يفعل العشاق في كثير من الأحيان You took your life, as lovers often do
كان بإمكاني إخبارك يا فنسنت But I could've told you Vincent
هذا العالم لم يعني ابدًا لأي أحد This world was never meant for
هذا الجمال الذي يعنيه لك One as beautiful as you
ليلة مليئة بالنجوم Starry, starry night
لوحات معلقة في قاعات فارغة Portraits hung in empty halls
رؤوس بلا إطارات على جدران بلا أسماء Frame-less heads on nameless walls
بعيون تراقب العالم ولا تنسى With eyes that watch the world and can't forget
مثل الغرباء الذين قابلتهم Like the strangers that you've met
الرجال الممزقين في الثياب الرثة The ragged men in ragged clothes
أشواك فضية، ووردة دامية The silver thorn of bloody rose
ملقاة محطمًة ومنكسرًة على الثلج البكر Lie crushed and broken on the virgin snow
الآن أعتقد أنني أعرف Now I think I know
ما حاولت أن تقوله لي What you tried to say to me
وكيف عانيت من أجل سلامتك And how you suffered for your sanity
وكيف حاولت تحريرهم And how you tried to set them free
لن يستمعوا، مازالوا لا يسمعون They would not listen, they're not listening still
ربما لن يفعلوا ذلك أبدًا Perhaps they never will

## إشارات في الأغنية
تعكس كلمات «ارسم لوحتك باللونين الأزرق والرمادي» الألوان البارزة عند الرسام فان جوخ، وربما تشير إلى عادة فينسنت في مص أو قضم فرشاة الرسم أثناء عمله. يشير «الرجال الممزقين في الثياب الرثة» و «كيف حاولت تحريرهم» إلى أنشطة فان جوخ الإنسانية وحبه للمنبوذين اجتماعياً كما ينعكس ذلك في لوحاته ورسوماته. «لن يسمعوا ولم يعرفوا كيف» تشير إلى عائلة فان جوخ وبعض زملائه الذين انتقدوا لطفه مع «البائسين». تشير عبارة «كيف عانيت من أجل سلامتك» إلى الاضطراب الفصامي الذي عانى منه فان جوخ.

## وصلات خارجية
https://www.youtube.com/watch?v=I1nIdVRZaCM فنسنت (أغنية دون ماكلين)
https://www.songfacts.com/facts/don-mclean/vincent فنسنت (أغنية دون ماكلين)
https://www.tennessean.com/story/entertainment/music/story-behind-the-song/2020/10/23/story-behind-song-don-mcleans-vincent/3712328001/ فنسنت (أغنية دون ماكلين)